# Лексгард
Лексгард (њем. Lexgaard) општина је у њемачкој савезној држави Шлезвиг-Холштајн. Једно је од 132 општинска средишта округа Нордфризланд. Према процјени из 2010. у општини је живјело 64 становника. Посједује регионалну шифру (AGS) 1054077.

## Географски и демографски подаци
Лексгард се налази у савезној држави Шлезвиг-Холштајн у округу Нордфризланд. Општина се налази на надморској висини од 9 метара. Површина општине износи 5,2 km². У самом мјесту је, према процјени из 2010. године, живјело 64 становника. Просјечна густина становништва износи 12 становника/km².